# ماکوتو تاکدا
ماکوتو تاکدا (انگلیسی: Makoto Takeda؛ زادهٔ ۱۷ دسامبر ۱۹۹۰) مدل (شخص)، بازیگر، شخصیت‌های تلویزیونی در ژاپن، و بازیگر خردسال اهل ژاپن است.